# 중고차

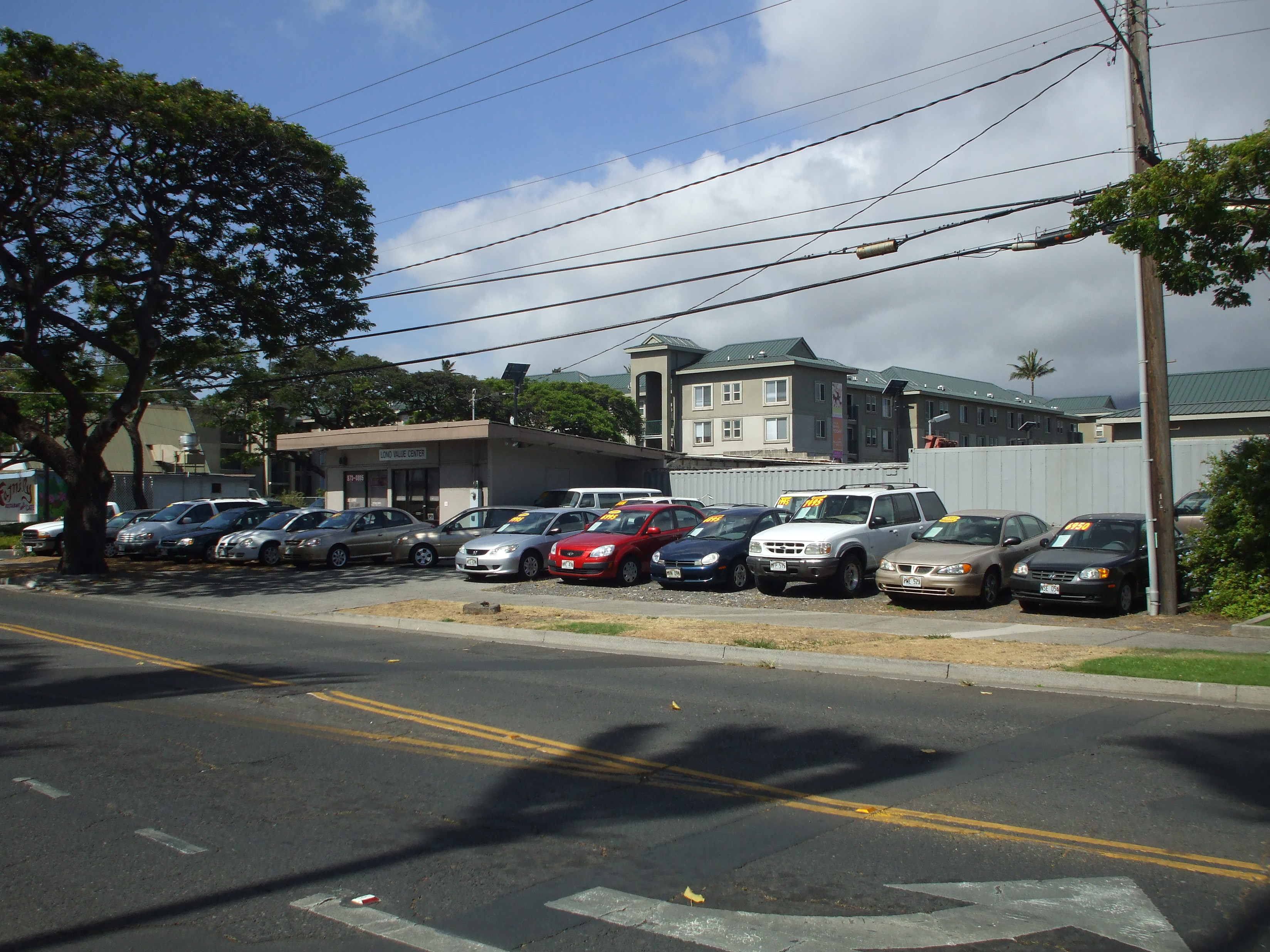
미국의 소형 중고차 매장

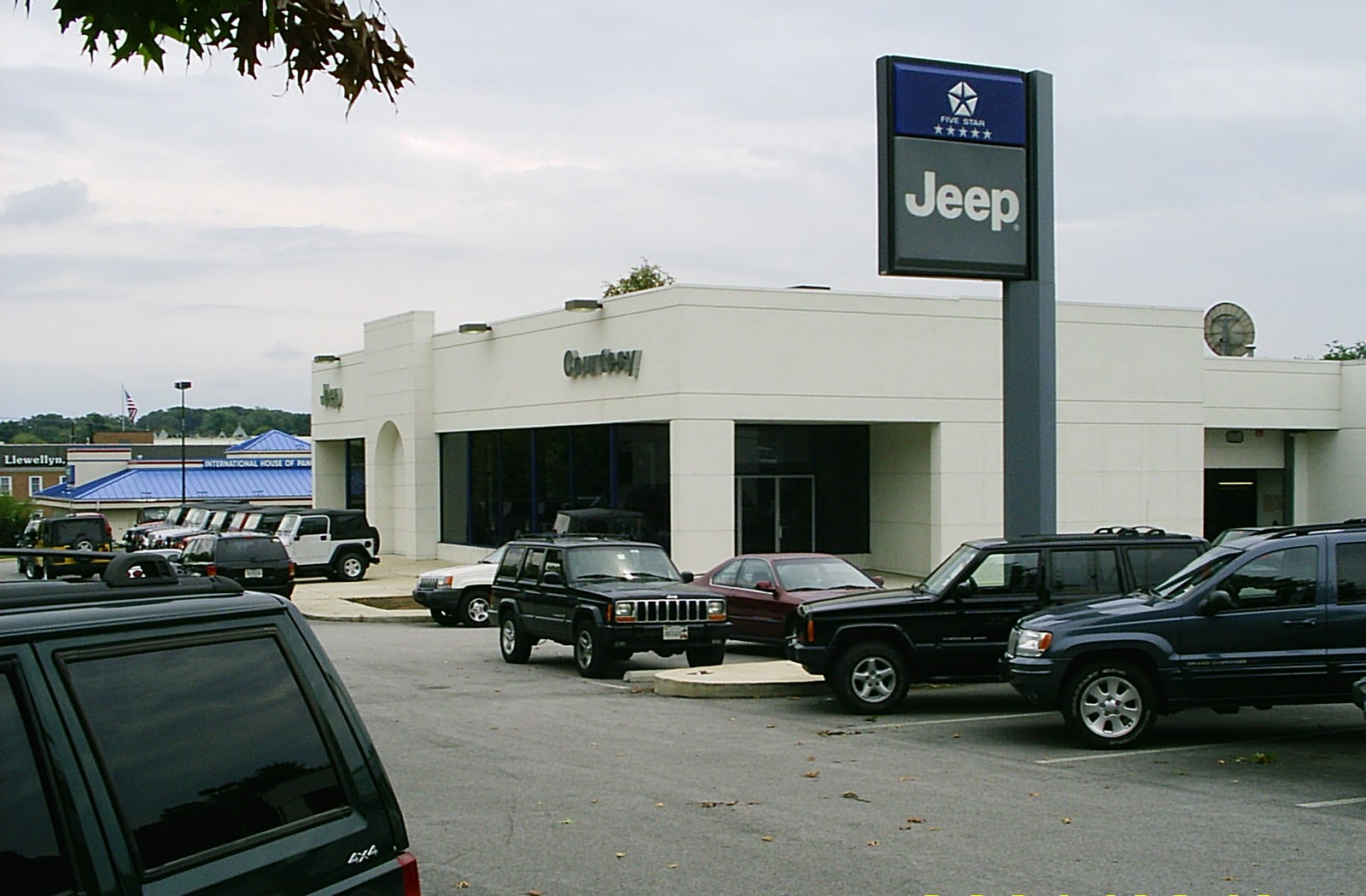
쇼룸 밖에서 중고차를 파는 전형적인 새차 판매점

중고차(中古車, 영어: used car, pre-owned vehicle, second hand car)는 누군가가 사용했던 차량을 폐차시키지 않고, 다시 재활용해 운행하는 차량을 이르는 말이다. 주로 중고차를 전문적으로 판매하는 업체에서 많이 거래가 이루어지는 편이나, 렌터카 회사, 리스 회사, 경매 또는 개인간에도 이루어진다.

## 같이 보기
- 레몬 시장
- 오래된 차